# Noème (sémantique)
Pour les articles homonymes, voir Noème.
En sémantique, le terme de noème est utilisé par Bernard Pottier dans son ouvrage Sémantique générale, dans le sens de concept universel de statut cognitif, transcendant les sémantiques locales des langues particulières. 
Considérant les trois champs : spatial, temporel et notionnel, et sur l'exemple de la préposition latine per ou de la préposition française dans, il montre qu'il existe une « image mentale unique » qui transcende ces champs :
- latin : per forum / per hos dies / per uim
- français : dans la maison / dans la matinée / dans l'embarras

Il insiste sur le fait que « si [cette image mentale] est représentable visuellement, cela n'implique pas que la spatialité domine, comme le voudraient les partisans du « localisme ».
Selon lui, « un noème apparaît donc comme une relation abstraite universelle sous-tendant les opérations sémantiques générales des langues, et il est visualisable afin de se rapprocher le plus possible de l'intuition d'une représentation mentale partagée ». Il propose des pictogrammes très généraux à cet effet.
Ainsi, le même noème d'intériorité se retrouve dans les expressions françaises : dans la cour (spatial) / pendant les vacances (temporel) / être en sueur (notionnel), et dans la modalité « nécessairement inclus ».